# 羅馬尼夫斯凱
47°22′47″N 36°1′57″E / 47.37972°N 36.03250°E
羅馬尼夫斯凱（烏克蘭語：Романівське）是位於烏克蘭東南部的村莊，由扎波羅熱州波洛希區的波洛希市鎮負責管轄。該村始建於1922年，面積1.76平方公里，海拔高度154米，2001年人口197，人口密度每平方公里112.1人。